# Erich Wasmann

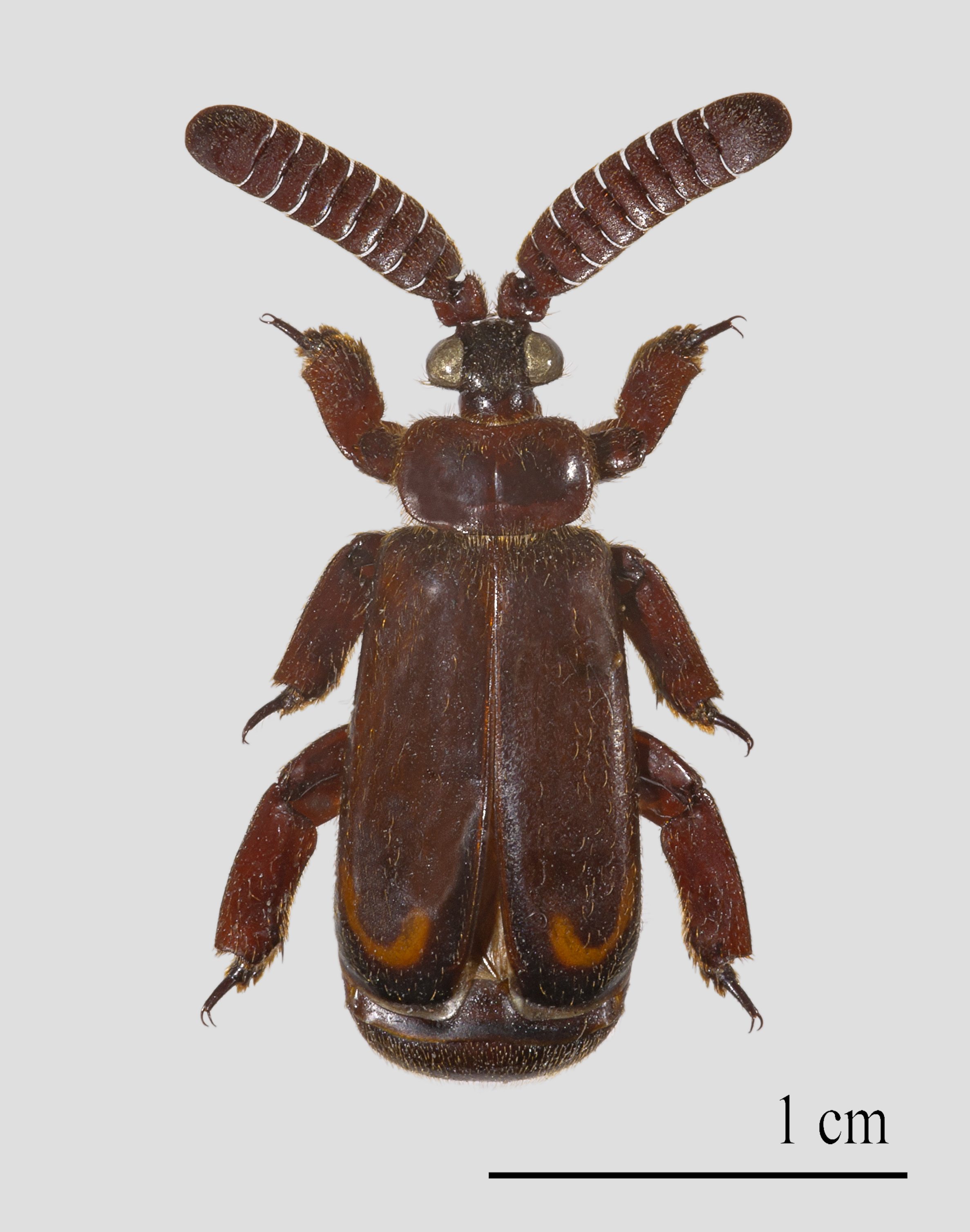
Cerapterus pilipennis Wasmann 1922.

Erich Wasmann, né le 29 mai 1859 à Mérano, dans le Trentin-Haut-Adige (alors en Autriche), et décédé le 27 février 1931 à Fauquemont (Pays-Bas) est un prêtre jésuite autrichien, et entomologiste: il fut un spécialiste des fourmis et des termites.

## Biographie
Né le 29 mai 1859 du peintre Friedrich Wasmann et d'Emilie Krämer, l'année même de la publication de De l'origine des espèces de Charles Darwin, Erich Wasmann étudie chez les jésuites du collège Stella Matutina à Feldkirch, dans le Vorarlberg.
En 1872, il est admis dans la Compagnie de Jésus et fait son noviciat à Exaten, dans la province de Limbourg aux Pays-Bas, avant de rejoindre un collège de Wijnandsrade. Il ainsi élève du père jésuite Ludwig Dressel (de), et à cause d'importants soucis de santé, il ne devient pas curé mais éditeur du journal Stimmen aus Maria Laach.
Bien que sans titre académique, Erich Wasmann devient professeur d'université, et commence à s'intéresser aux fourmis à la suite de la lecture d'ouvrages du biologiste britannique John Lubbock. L'un de ses principaux objets de recherche est la myrmécophilie − les possibilités de symbiose entre les animaux et les colonies de fourmis −, sujet qu'il étendra à l'étude des termites.
En 1891, Erich Wasmann se rend à Vienne afin d'étudier à l'université. De retour à Exaten, il enseigne et comptera notamment parmi ses élèves l'entomologiste et jésuite Hermann Schmitz. Parallèlement à son travail d'enseignement, il publie Instinkt und Intelligenz im Tierreich et s'oppose aux théories de Albrecht Bethe (de).
En 1899, il part pour le Luxembourg y accompagnant la rédaction du Stimmen aus Maria Laach en exil.  Il tente de résoudre le mystère du parasitisme social avec William Morton Wheeler. Il écrit alors aussi Die moderne Biologie und die Entwicklungsbiologie, afin de présenter ses conclusions sur la théorie darwinienne de l'évolution, alors critiquée par les catholiques. Il se refuse à appliquer cette théorie à l'homme.
Il n'hésite pas à combattre l'instrumentalisation de la théorie de l'évolution par certains darwinistes radicaux (partisans en particulier du darwinisme social) tels que Ludwig Plate ou Ernst Hæckel, à des fins anticatholiques, et prouve que les dogmes catholiques et la théorie de l'évolution ne sont pas en désaccord. Il désarme ainsi par la même occasion bien des résistances contre cette théorie parmi les catholiques.
En 1911, il quitte le Luxembourg pour le collège jésuite de Fauquemont (Valkenburg), où il restera jusque sa mort. Il s'intéresse alors plus particulièrement au phénomène du mimétisme, laissant son nom au mimétisme wasmanien, celui qui permet à un arthropode d'être accepté par une colonie d'insectes sociaux.

## Ecrits

### Travaux scientifiques
- Instinct und Intelligenz im Thierreich : ein kritischer Beitrag zur modernen Thierpsychologie. Freiburg im Breisgau : Herder, 1897.
- Vergleichende Studien über das Seelenleben der Ameisen und der höhern Thiere, Freiburg im Breisgau : Herder, 1898.
- Instinct and intelligence in the animal kingdom. A critical contribution to modern animal psychology, by Eric Wasmann, S.J. Authorized translation of the 2d and enl. ed. of the preceding. St. Louis, Mo., B. Herder, 1903.

### Théorie de l'évolution
- Comparative studies in the psychology of ants and of higher animals. Authorized English version of the 2d German ed. of the preceding. St. Louis, Mo. Freiburg (Baden), B. Herder. 1905.
- The Berlin discussion of the problem of evolution; Full Report of the Lectures Given in February, 1907, and of the Evening Discussion. Londres, K. Paul, Trench, Trübner & co., ltd., 1909.
- Die moderne Biologie und die Entwicklungstheorie, 3., stark verm. Aufl. - Freiburg im Breisgau [u.a.]  : Herder , 1906
  - Modern biology and the theory of evolution, Translated from the 3d German of the preceding, ed. by A. M. Buchanan. London, K. Paul, Trench, Trübner & Co., ltd., 1910. Disponible sur Archive.org
- La Probité scientifique de Haeckel dans la question de la descendance simienne de l'homme, hier et aujourd'hui, par le R.P. Erich Wasmann ; traduit de l'allemand par V. C.,, 1911

### Théologie et écrits religieux
- Ludwig Plate : (éd.): Ultramontane Weltanschauung und moderne Lebenskunde, Orthodoxie und Monismus: die Anschauungen des Jesuitenpaters Erich Wasmann und die gegen ihn in Berlin gehaltenen Reden , Verlag Gustav Fischer, Iéna 1907
- Die hl. [heilige] Hildegard von Bingen als Naturforscherin [St. Hildegard of Bingen as Natural Scientist], Kempten: J. Kösel, 1914.
- Der christliche Monismus.
- Christian monism; meditations on Christian truths in the language of modern thought. / Authorized translation of the preceding with an introduction by Rev. Spencer Jones. St. Louis, Mo.: B. Herder, 1923.

### Autobiographie
- Ein deutsches Künstlerleben, von ihm selbst geschildert. Edited by Bernt Grønvold,  Verlagsanstalt F. Bruckmann Aktien-Gesellschaft (1896), "Popular edition" chez Insel-Verlag (1915)